# Шарль Бельгийский
Шарль Теодор Анри Антуан Мейнрад Бельгийский (фр. Charles Théodore Henri Antoine Meinrad de Belgique, 10 октября 1903, Брюссель — 2 июня 1983, Остенде, Бельгия) — принц Саксен-Кобург-Готский, герцог Саксонский, граф Фландрский, принц-регент Бельгии в 1944—1950 годах.

## До Второй мировой войны
Принц Шарль родился в Брюсселе 10 октября 1903 года. Он был вторым сыном наследника бельгийского престола принца Альберта, будущего короля Альберта I и Елизаветы Баварской, дочери герцога Карла Теодора. Начальное образование получил в Брюсселе, но с началом Первой мировой войны в 11-летнем возрасте был отправлен родителями в Осборнский колледж в городе Дартмут в Великобритании (ныне Королевский военно-морской колледж «Британия» (HMS Dartmouth)), после окончания которого он проходил службу в британских ВМС, в частности на борту военного корабля «Риноун». Любовь к морю осталась у принца на всю жизнь. Он собрал библиотеку ценных книг, посвященных флоту и морской истории бельгийцев.
В 1917 году державы Антанты предлагали Шарлю трон Греции после отречения короля Константина I, сильно подверженного германофильским настроениям. Однако король Альберт I ответил на это предложение отказом. Принц Шарль прослужил на британском флоте до 1926 года, после чего вернулся в Бельгию.
В 30-е годы XX века он начинает создавать свою резиденцию Раверсийде около Остенде на берегу моря, занимается восстановлением левого крыла королевского дворца в Брюсселе, появляется на некоторых протокольных мероприятиях. От связи с Жаклин Верли в 1939 году рождается девочка, названная Изабель, которую принц не признал своей дочерью.

## Война и регентство
Вторая мировая война и оккупация Бельгии Германией вывели принца Шарля на авансцену политической жизни Бельгии. Он принял активное участие в 18-дневной военной кампании по обороне от наступающих германских войск: посещал командные пункты и каждый вечер делал доклад королю Леопольду III, он одобрил капитуляцию бельгийской армии, решение о которой было принято братом, но их мнения о дальнейшем участии в войне кардинально разошлись: Шарль был англофилом, в то время как окружение Леопольда пыталось наладить хорошие отношения с Германией. С 1940 по 1944 года принц Шарль остается в королевском дворце Брюсселя.
Когда 9 июня 1944 года король Леопольд III со своей семьей был депортирован в Германию принцу Шарлю удалось избежать этой участи: он смог тайно покинуть Брюссель и скрывался в местечке Сарт-ле-Спа, неподалёку от Льежа. Поскольку после освобождения Бельгии король ещё оставался пленником Германии и был поэтому не в состоянии управлять страной, бельгийский парламент 20 сентября 1944 года избрал принца Шарля регентом королевства. Он принес клятву и осуществлял королевские прерогативы до возвращения короля Леопольда III в Бельгию.
В первую очередь период регентства ознаменован для Бельгии быстрым восстановлением и развитием экономики, чему в немалой степени способствовало присоединение страны к американскому плану Маршалла.
27 марта 1948 года всем женщинам было предоставлено право участвовать в парламентских выборах. Первые выборы по новому избирательному закону состоялись 29 июня 1949 г. и принесли успех католическим и либеральным партиям, потеснившим левые силы.
Внешняя политика Бельгии в этот период определила развитие страны на многие десятилетия: в 1944 году был создан экономический союз Бельгии, Нидерландов и Люксембурга (Бенилюкс), в 1945 году Бельгия вступила в ООН, в 1949 стала одним из основателей НАТО и Совета Европы.
Одновременно обострилась политическая нестабильность Бельгии: за время регентства сменилось 9 правительств и произошло обострение межнациональных отношений между валлонами и фламандцами.
В целом принц-регент выполнял свою миссию в сложных условиях. Однако, действуя энергично и с большой преданностью делу, он сумел сохранить и укрепить конституционную основу бельгийского государства.

## После регентства
После возвращения к власти короля Леопольда III принц Шарль удалился в свою резиденцию Раверсийде и постепенно отошел от общественно-политической жизни. В 1961 году он окончательно отказался от денежных отчислений, которые ежегодно делал ему парламент как члену королевской фамилии и бывшему главе государства, мотивируя этот отказ тем, что с 1950 года не выполнял больше никаких официальных обязанностей. Остаток своей жизни он посвятил живописи и начиная с 1972 г. организовал около двадцати выставок. В 1977 г. его работы получили высокую оценку на экспозиции в престижной художественной галерее «Расин» в Брюсселе. Все свои картины он подписывал псевдонимом Karel van Vlaanderen (Шарль Фландрский).
Принц Шарль умер 2 июня 1983 года и похоронен в королевской усыпальнице в церкви Нотр-Дам-де-Лакен. Усадьба принца в Раверсейсе ныне входит в состав одноименного музейного комплекса и открыта для посещения.